# You Are Everything
 (janvier 2024).
Si vous disposez d'ouvrages ou d'articles de référence ou si vous connaissez des sites web de qualité traitant du thème abordé ici, merci de compléter l'article en donnant les références utiles à sa vérifiabilité et en les liant à la section « Notes et références ».
You Are Everything est une chanson écrite en 1971 par Thom Bell et Linda Creed pour les Stylistics.
Elle a été notamment reprise par Diana Ross et Marvin Gaye pour l'album Diana & Marvin (1974), comme la chanson Stop, Look, Listen (To Your Heart), également reprise par Diana Ross et Marvin Gaye et interprétée à l'origine par les Stylistics.